# BMW serije 1
BMW serije 1 je automobil njemačke marke BMW i proizvodi se od 2004. godine u 4 varijante. Zamijenio je BMW Serije 3 Compact model. Druga generacija se proizvodi od 2011. godine.

## BMW E87
BMW serije 1 je automobil kompaktne klase. On je najmanji i najjeftiniji BMW. Jedini je automobil u svojoj klasi sa stražnjim pogonom i uzdužno smještenim motorom. Zamjena je za Compact model serije 3 tipa E43, ukinut početkom 2004. Premda sa serijom 3 E90 dijeli više od 60% komponenti Serija 1 je sagrađena na novoj E87 platformi. 2007. godine verziji s pet vrata priključile su se još tri karoserijske izvedbe - verzija s trojim vratima, coupe i cabrio. Odmah nakon lansiranja je postao jedan od uspješnijih BMW-ovih modela, odmah nakon serije 3 i serije 5.
M verzija serije 1 Coupe je predstavljena 2011. godine, pokretana je 3,0 L turbo motorom snage 340 ks. Za više informacija pogledajte BMW 1M Coupe.

## Problemi i uspjeh na tržištu
Kada je Serija 1 došla na tržište mnoge recenzije i kritike su bile loše. Glavni problem je bila cijena i oprema, manjak mjesta na stražnjoj klupi i mala veličina prtljažnika također su bili kritizirani. Razlog tome je stražnji pogon koji je zauzeo mnogo mjesta. Završna obrada materijala je također bila ispod očekivanja a ni dizajn automobila nije dobro prihvaćen. Jedna stvar u kojoj se kritičari slažu jest upravljivost automobila. Bez obzira na kritike Serija 1 je za BMW uspjeh. Prodaja je porasla nakon 2007. godine kad je BMW predstavio 3 nove inačice Serije 1.

## Facelift i nadogradnja Serije 1 2007. godine
2007. godine urađen je facelift na modelu s 5 vrata a BMW je predstavio i sportsku inačicu s 3 vrata te Coupe i kabriolet. Model s 3 i 5 vrata su imali 130i oznaku koja je pokretana atmnosferskim motorm s 6 cilindara i 265 ks a kabriolet i Coupe su imali 135i s twin-turbo motorom s 306 ks. 2007. godine su se dogodile promjene na motorima, 1,6 litreni motor je nadograđen pa je razvijao 122 ks umjesto dosadašnjih 115, zamijenjen je dvolitrenim motorom 2009. godine, 2,0 litreni motor u 118i modelu je također nadograđen.

## Facelift i nadogradnja serije 1 2011. godine
2011. godine Coupe i Convertible modeli su osvježeni branicima i još nekim klasičnim facelift potezima. Inačice s 3/5 vrata su više-manje ostale iste, ovisno o tržištu, najveće promjene su u dostupnoj opremi.

## Motori
Motori su preuzeti iz serije 3, 2009. godine 1,6 L motor je zamijenjen 2,0 L i od tada najslabiji motor u BMW-ovoj ponudi je dvolitreni motor. Također je 130i dobio nadogradnju motora pa umjesto 265 ks razvija 258 ks. 135i model je dobio N55 motor s jednim turbom umjesto N54 motora s dva turba 2010. godine.

3/5 vrata
- 116i

2004. – 2007. 1,6 L, 115 KS

2007. – 2009. 1,6 L, 122 KS

2009. – 2,0 L, 122 KS

- 118i

2004. – 2007. 2,0 L, 129 KS

2007. – 2,0 L, 143 KS

- 120i

2004. – 2007. – 150 KS

2007. – 2,0 L, 170 KS

- 130i

2005. – 2009. – 3,0 L, 265 KS

2009. – 3,0 L, 258 KS

- 116d

2009. – 2,0 L, 116 KS

- 118d

2004. – 2007. – 2,0 L, 122 KS

2007. – 2,0 L, 143 KS

- 120d

2004. – 2007. – 2,0 L, 163 KS

2007. – 2,0 L, 177 KS

- 123d

2007. – 2,0 L, 204 KS

Coupe/Convertible

- 118i

2008. – 2,0 L, 143 KS

- 120i

2007. – 2,0 L, 170 KS

- 125i

2008. – 3,0 L, 218 KS

- 128i

2008. – 3,0 L, 230 KS (Samo u Sjevernoj Americi)

- 135i

2007. – 2010. 3,0 L, 306 KS

2010. – 3,0 L, 306 KS

- 118d

2008. – 2,0 L, 143 KS

- 120d

2007. – 2,0 L, 177 KS

- 123d

2007. – 2,0 L, 204 KS

## Varijante
- 5 vrata = E87
- 3 vrata = E81
- Coupé = E82
- Cabrio = E88

## BMW F20
Druga generacija Serije 1 je u prodaji od trećeg kvartala 2011. godine a predstavljen je javnosti 5. lipnja kao F20 model.
Poput prethodnog modela i nova Serija 1 je jedini automobil u svojoj klasi sa stražnjim pogonom i uzdužno smještenim motorom.
Novi model je veći što je rezultiralo većim prtljažnikom i više prostora u kabini.

### Tehnički detalji
Za razliku od prošle Serije 1 koja je imala svoju platformu, nova Serija 1 je sagrađena na modificiranoj platformi nove Serije 3. Promjene na platformi uključuju manji međuosovinski razmak i promijenjen prednji ovjes kako bi se uštedjelo na cijeni.
Dizelski N47 motor je jednak kao u novoj Seriji 3, dok je novi benzinski 1.6 turbo motor kodnog imena N13 upravo predstavljen u novoj Seriji 1. S obziorm da je Serija 1 bliža Seriji 3 više no ikad, u ponudi su identični mjenjači, ručni sa 6 stupnjeva prijenosa je standardan dok je kao opcija dostupan automatski mjenjač s 8 brzina.

### Specifikacije
| Model | Motor | Snaga (KS@o/min) | Okretni moment (Nm@o/min) | 0-100 km/h u sekundama |
| ----- | ----- | ---------------- | ------------------------- | ---------------------- |
| 116i  | 1.6 L | 136 KS @4400     | 220 Nm @1350-4300         | 8.5 (9.1)              |
| 118i  | 1.6 L | 170 KS @4800     | 250 Nm @1500-4500         | 7.4 (7.5)              |
| 116d  | 2.0 L | 116 KS @4400     | 260 Nm @1750-2500         | 10.3 (10.7)            |
| 118d  | 2.0 L | 143 KS @4400     | 320 Nm @1750-2500         | 8.9 (8.9)              |
| 120d  | 2.0 L | 184 KS @4400     | 380 Nm @1750-2750         | 7.2 (7.3)              |

- Informacije u zagradama vrijede za modele s automatskim mjenjačom

## Vanjska poveznica
- BMW Hrvatska